# Wivenhoe
Wivenhoe es una ciudad y un parroquia civil del distrito de Colchester, en el condado de Essex (Inglaterra). Según el censo de 2011, Wivenhoe parroquia civil tenía 7637 habitantes. Está listado en el Domesday Book como Wiunhou.